# Боровик прекрасный
Борови́к прекра́сный (лат. Boletus pulcherrimus) — гриб рода Боровик (Boletus) семейства Болетовые (Boletaceae). 

## Описание
Шляпка диаметром от 7,5 до 25 см, полушаровидная, с шерстистой поверхностью, от красноватого до оливково-коричневого цвета.
Мякоть плотная, жёлтая, синеет на срезе.
Ножка 7—15 см длиной и до 10 см в толщину, вздутая, красновато-коричневая, в нижней части покрыта тёмно-красной сеточкой.
Трубчатый слой приросший зубцом, трубочки жёлто-зелёные, длиной 0,5—1,5 см, поры окрашены в кроваво-красный цвет, синеют при надавливании.
Споровый порошок коричневый, споры 14,5×6 мкм, веретеновидные.

## Изображения
- Трубчатый слой
- Сеточка на ножке

## Экологияи распространение
Распространён в смешанных лесах на западном побережье Северной Америки и в штате Нью-Мексико.
Образует микоризу с хвойными деревьями, такими, как камнеплодник (Lithocarpus), лжетсуга тиссолистная (Pseudotsuga menziesii) и пихта великая (Abies grandis).
Сезон конец лета — осень.

## Токсичность
Может быть токсичным, известен случай кишечного отравления. 